# 鈴木榮作
鈴木 榮作（すずき えいさく、1879年〈明治12年〉2月15日 - 1940年〈昭和15年〉6月2日）は、明治・大正期日本の外交官。香港総領事や、シドニー総領事を務めた。

## 人物
靜岡県出身。1900年高等商業学校（現一橋大学）本科卒業。1902年外交官領事官試験合格、外交官補任官。群山理事庁理事官、ニューヨーク総領事代理などを経て、1908年シンガポール領事。1910年南京領事。1912年待命領事（外務大臣官房記録課臨時勤務）。1916年外務大臣官房会計課長心得兼務。1917年香港総領事、高等官三等。1921年シドニー総領事。1925年依願退官。

## 親族
妻のふみは室田義文貴族院議員の三女。外交官の古谷重綱は義兄。

## 栄典
- 1902年 従七位[1]
- 1915年 聖マウリッツィオ・ラザロ勲章第四等[12]
- 1916年 従五位[13]
- 1921年 正五位[14]
- 1923年 勲三等瑞宝章[15]
- 1925年 従四位[16]
- 1925年 正四位[4]